# Thereutria pulchra
Thereutria pulchra är en tvåvingeart som beskrevs av Ignaz Rudolph Schiner 1868. Thereutria pulchra ingår i släktet Thereutria och familjen rovflugor. Inga underarter finns listade i Catalogue of Life.